# Traukutitan
Traukutitan (лат.) — род завроподовых динозавров из клады Lognkosauria, живших во времена верхнемеловой эпохи (сантонский век) в районе современной Аргентины. Типовой и единственный вид — Traukutitan eocaudata.
Вид был назван и описан в 2011 году палеонтологами Кальво и Вальери. Голотип MUCPv 204 был найден в нижних слоях формации Bajo de la Carpa, которая восходит к раннему сантону. Он состоит из частичного скелета: кости бедра и 13 хвостовых позвонков, некоторые из которых повреждены.
Traukutitan является довольно большим завроподом длиной около 15 метров и массой около 9 тонн. По описанию новый вид был помещён в семейство Titanosauridae в составе группы Titanosauria. Плоская форма задней части среднего хвостового позвонка даёт возможность предположить о его базальной позиции в качестве члена клады Lognkosauria.